# Surubim

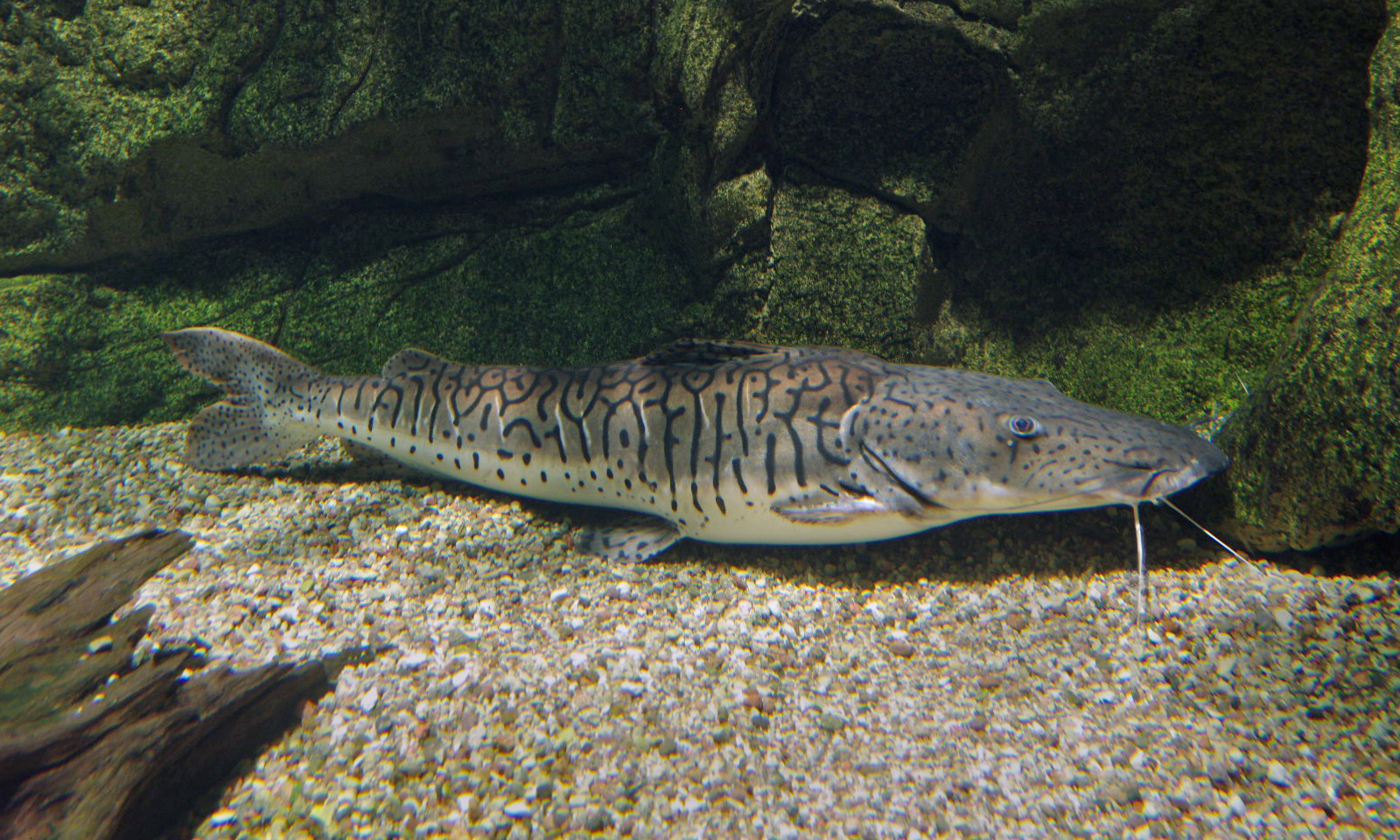
Surubim Wels

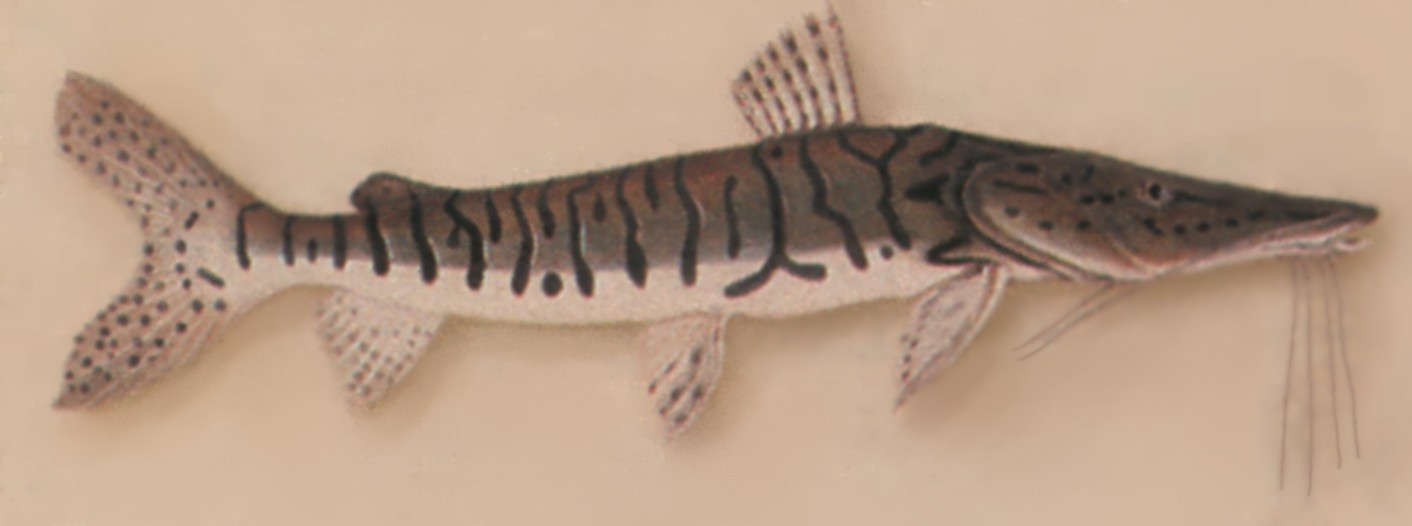
Zeichnung eines Surubim

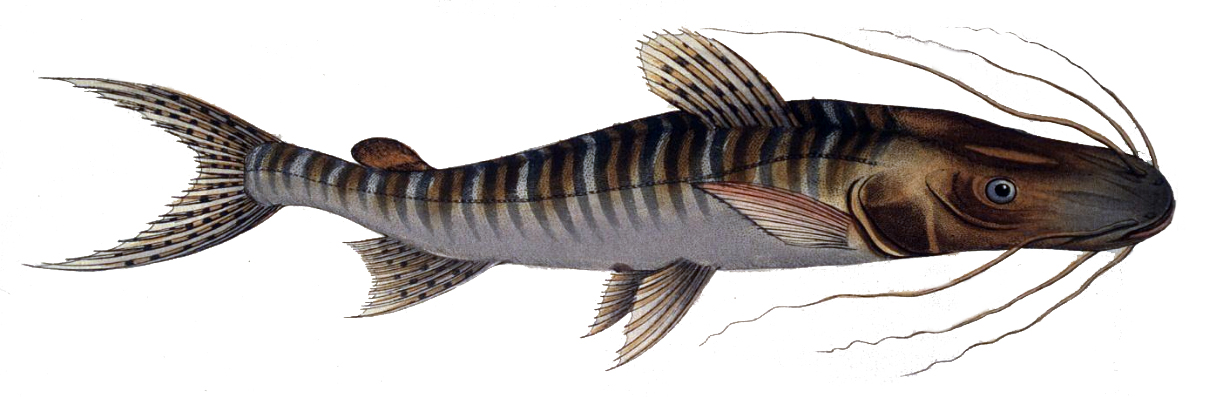
Surubim Wels

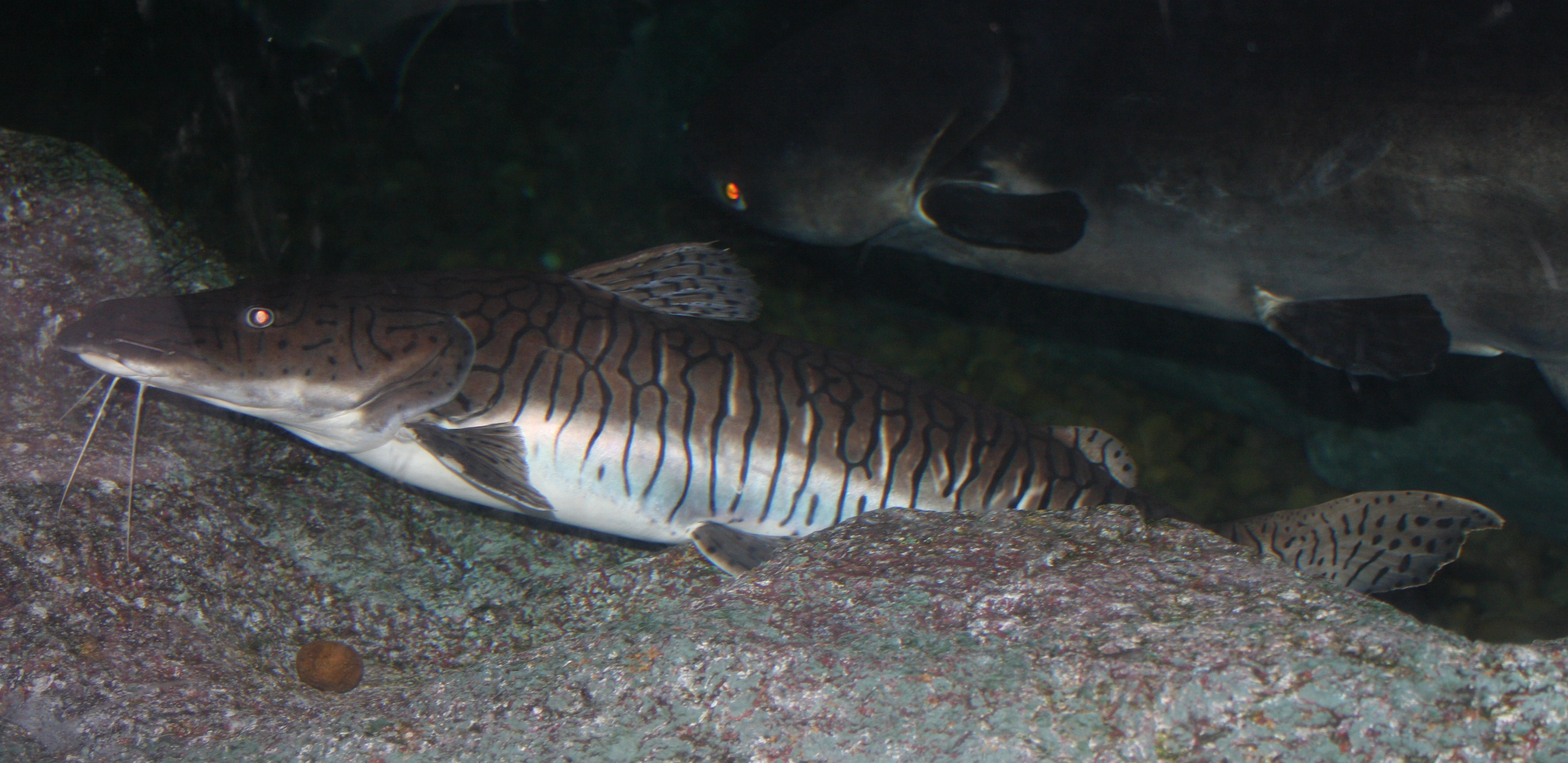
Surubim Wels

Der Surubim (Pseudoplatystoma fasciatum), engl. Barred Sorubim, ist eine große Welsart in tropischen Gewässern Südamerikas.

## Verbreitung
Der Surubim ist im Amazonas und Rio Negro in Ecuador, Peru und Brasilien beheimatet, im bolivianischen Rio Madeira findet man ihn ebenfalls. Des Weiteren hat er sein Verbreitungsgebiet im Orinoco und Rio Lebrijo in Kolumbien und Venezuela, findet sich in Flüssen wie dem Essequibo und Corantijn in Französisch-Guayana, Surinam und Guayana. Außerdem kommt er im Einzugsgebiet des Río de la Plata und Rio Paraná in Argentinien, Paraguay und Uruguay vor.

## Morphologie
Der Wels besitzt einen länglichen Körper mit großem Maul, welches an einen Entenschnabel erinnert. Drei lange Bartelpaare gehen von der Maulpartie ab. Seine Färbung ist je nach Gewässertyp silbrig bis moorbraun. Feine schwarze Streifen bilden ein unregelmäßiges Muster auf dem Rücken und an den Flanken. Die Augen sind relativ klein.

## Lebensweise
Der nachtaktive Raubfisch ernährt sich vorwiegend von Krebstieren und Fischen, die er in Grundnähe aufspürt. Rogner können beachtliche Gewichte bis 70 Kilogramm bei einer Länge von 1 Meter erreichen. Mit 45 bis 55 Zentimetern ist der Wels geschlechtsreif und kann pro Kilogramm Körpergewicht bis zu 8 Millionen Fischeier ablegen.
Sein Habitat sind Gewässer mit Wassertemperaturen von 24 – 28 °C.  
Hauptsächlich findet man ihn in tiefen Stromrinnen großer Flüsse, Jungfische und kleinere Exemplare folgen ihren Beutefischen (überwiegend Loricariidae, Cichlidae und Characoidae) während der Regenzeit auch bis in die überschwemmten Wälder hinein. Seine Verhaltensweise ähnelt sehr stark seinem Verwandten dem P. tigrinum, wobei der Surubim bevorzugt beschattete Gewässerteile aufsucht. Der Bau großer Staudämme wie dem Itaipú-Stausee in Brasilien oder dem Yacyretá-Damm im Grenzgebiet von Argentinien und Paraguay verhinderte seinen Laichaufstieg in den Oberlauf der Flüsse, was seine Reproduktionsrate um 44 % reduzierte.

## Nutzung
Sein leicht gelbliches hochwertiges und sehr wohlschmeckendes Fleisch macht den Surubim zu einem sehr beliebten Speisefisch. Da er kapitale Gewichte erreicht, ist er bei Anglern ein beliebter Sportfisch. Pseudoplatystoma fasciatum kann als Zierfisch auch im Aquarium gehalten werden.